# Хаген, Фрэнсис
Фрэнсис Хаген (англ. Frances Haugen род. 1983/84) — американский дата-инженер и учёный, менеджер по продукту и разоблачитель. В 2021 году раскрыла десятки тысяч внутренних документов Facebook Комиссии по ценным бумагам и биржам и The Wall Street Journal.

## Ранняя жизнь и образование
Фрэнсис Хаген выросла в Айова-Сити, штат Айова, где училась в начальной и северо-западной средней школе Хорна, а в 2002 году окончила западную среднюю школу Айова-Сити. Её отец был врачом, а мать после академической карьеры стала епископальным священником.
Хаген изучала электротехнику и компьютерную инженерию на первом курсе Инженерного колледжа и окончила его в 2006 году. В 2011 году она получила степень магистра делового администрирования в Гарвардской школе бизнеса.

## Карьера
После окончания колледжа Хаген была принята на работу в Google и работала над сервисом контекстной рекламы Google Ads, электронной библиотекой Google Book Search (в том числе над урегулированием коллективного судебного иска, связанного с публикацией книг Google), а также над социальной сетью Google+. В Google Хаген стала соавтором патента на метод настройки рейтинга результатов поиска. За время своей карьеры в Google она получила степень MBA, которую оплатила корпорация. Работая в Google, Хаген была техническим соучредителем настольного приложения для знакомств Secret Agent Cupid, предшественника мобильного приложения Hinge.
В 2015 году Хаген начала работать менеджером по продуктам данных в Yelp для улучшения поиска с помощью распознавания изображений, а через год перешла в Pinterest. Хаген заявила, что присоединилась к Facebook в 2019 году, потому что кто-то из её близких подвергся радикализации в Интернете, и она «чувствовала себя обязанной играть активную роль в создании лучшего и менее токсичного Facebook». Когда Facebook наняла Хаген, она проявила интерес к работе, связанной с дезинформацией, и в 2019 году стала менеджером по продукту в отделе социальной открытости. Находясь в Facebook, она пришла к выводу, что соцсеть ставит прибыль выше общественной безопасности, и решила стать разоблачителем, оставив свою должность в мае 2021 года. Весной 2021 года она обратилась за помощью к Джону Таю, основателю некоммерческой юридической фирмы Whistleblower Aid, и Тай согласился представлять её интересы и помочь защитить её анонимность. В конце лета 2021 года она начала проводить встречи с членами Конгресса США, включая сенаторов Ричарда Блументала и Маршу Блэкберн.

### Документы Facebook
Начиная с сентября 2021 года The Wall Street Journal публиковал The Facebook Files: A Wall Street Journal Investigation, серию новостных сообщений, «основанных на обзоре внутренних документов Facebook, включая отчеты по исследованиям, онлайн-обсуждения сотрудников и проекты презентаций для высшего руководства». Расследование состоит из нескольких частей, включает девять отчетов, в том числе изучение исключений для высокопоставленных пользователей, влияние на молодежь, влияние изменений алгоритма 2018 года, недостаточное реагирование на торговлю людьми и наркоторговлю, дезинформацию о вакцинах и обзорную статью о Хаген, которая собрала подтверждающие документы. После того, как материалы о Facebook были опубликованы, подкомитет по защите прав потребителей, безопасности продуктов и безопасности данных Комитета по торговле Сената США запланировал два слушания, начиная с Антигоны Дэвис, главы глобального отдела безопасности Facebook, 30 сентября 2021 года, и на тот момент анонимного осведомителя 5 октября 2021 года.
Хаген раскрыла свою личность как разоблачителя, появившись в программе «60 минут» 3 октября 2021 года. Во время интервью Хаген обсудила программу Facebook, известную как Civic Integrity, предназначенную для пресечения дезинформации и других угроз для безопасности выборов. Программа была прекращена после выборов 2020 года, которые, по словам Хаген, «действительно кажутся мне предательством демократии» и которые, по её мнению, способствовали нападению на Капитолий США в 2021 году. Хаген также заявила: «Я снова и снова видела в Facebook конфликт интересов между тем, что хорошо для общества и тем, что хорошо для Facebook. И Facebook снова и снова выбирал оптимизацию в собственных интересах, например, чтобы заработать больше денег».
Хаген также делилась документами с членами Конгресса США и офисами генеральных прокуроров, но не с Федеральной торговой комиссией. Рыночная капитализация Facebook упала на 6 миллиардов долларов в течение 24 часов после 60-минутного интервью Хаген 3 октября 2021 года и после несвязанного с ним сбоя в работе Facebook 4 октября 2021 года. Основываясь на опубликованных документах, Кевин Руз в статье для The New York Times предположил, что Facebook может быть слабее, чем кажется.
После того, как Хаген публично раскрыла свою личность, Пьер Омидьяр начал оказывать ей поддержку, включая европейские контакты с прессой и властями, через свою благотворительную организацию Luminate Group.

### Жалобы Комиссии по ценным бумагам и биржам
Адвокатами Хаген были поданы, по крайней мере, восемь жалоб в Комиссию по ценным бумагам и биржам (SEC), охватывающих темы, о которых сообщает The Wall Street Journal, и в том числе о том, как Facebook обрабатывает политическую дезинформацию, сообщения, содержащие разжигание ненависти, затрагивающие психическое здоровье подростков, торговлю людьми, пропаганду этнического насилия, льготы для определённых пользователей и связи с инвесторами. В жалобе SEC Хаген утверждала, что Facebook вводил инвесторов в заблуждение, преувеличивая достигнутый прогресс в борьбе с ненавистью, насилием и дезинформацией на платформе. Документы, предоставленные Хагеном SEC, также связаны с управлением дезинформацией, связанной президентскими выборами в ноябре 2020 года.
К своей жалобе Хаген приложила внутренние документы Facebook, касающиеся дезинформации и разжигания ненависти в Индии. В тексте жалобы говорится, что многие пользователи и страницы, связанные с Rashtriya Swayamsevak Sangh (RSS), пропагандировали разжигание страха и позволяли себе антимусульманскую риторику, подстрекающую к насилию. Она утверждала, что руководство Facebook было об этом хорошо осведомлено. Хаген также заявила, что отсутствие классификаторов на хинди и бенгальском означает, что проблемные сообщения на этих языках часто игнорируются.
Публичные заявления генерального директора Facebook Марка Цукерберга упоминаются в жалобах SEC, поданных Хаген, наряду с её утверждением о том, что Цукерберг несёт полную ответственность за происходящее, поскольку он лично контролирует Facebook. Внутренние документы Facebook, представленные Хаген, выглядят противоречащими различным публичным заявлениям Цукерберга, включая его показания, данные Конгрессу США в 2020 году.

### Свидетельские показания Конгрессу США
5 октября 2021 года Хаген дала показания перед подкомитетом по защите прав потребителей, безопасности продукции и защите данных Комитета Сената США по торговле. Письменная версия её вводного слова была опубликована накануне, 4 октября 2021 года. В ходе слушаний Хаген заявила: «Руководство компании знает, как сделать Facebook и Instagram безопаснее, но не будет вносить необходимые изменения, потому что поставило свою астрономическую прибыль выше людей. Необходимы действия Конгресса. Без вашей помощи они не разрешат этот кризис.» Далее Хаген обсудила этнические конфликты в Мьянме и Эфиопии, заявив, что Facebook «буквально разжигает этническое насилие», когда ранжирование на основе вовлечённости развёртывается без подключения систем целостности и безопасности. Хаген также упомянула, что контактирует с другим комитетом Конгресса США по вопросам, связанным со шпионажем и дезинформацией, и причина, по которой она не поделилась документами с Федеральной торговой комиссией, заключается в том, что она считает, что системы Facebook «продолжат оставаться опасными, даже если они распались». После слушаний сенатор Ричард Блюменталь, председатель подкомитета по торговли, заявил, что Хаген «хочет исправить Facebook, а не сжечь его дотла».
В тот же день Марк Цукерберг ответил: «Многие из утверждений не имеют никакого смысла. Полагаю, большинство из нас просто не распознают ложную картину, которую нам рисуют», и «Мы стремимся делать свою работу как можно лучше, но на каком-то этапе нужная инстанция для оценки компромиссов с социальной справедливостью — это наш демократически избранный Конгресс». В заявлении Лены Пич, директора по связям с общественностью Facebook, говорится: «Мы согласны в одном. Пришло время создавать стандартные правила Интернета». Сенатор Блюменталь указал, что хочет, чтобы Цукерберг дал показания перед Конгрессом о документах, подготовленных Хаген, и что подкомитет может направить Facebook повестку в суд для получения дополнительных материалов.

### Общие действия генеральных прокуроров штатов
Документы, раскрытые Хаген, были переданы генеральным прокурорам штатов Калифорния, Массачусетс, Вермонт, Небраска и Теннесси. 13 октября 2021 года в ответ на раскрытие информации, сделанное Хаген The Wall Street Journal, более десятка генеральных прокуроров штатов США направили письмо в Facebook с запросом информации о системе Facebook XCheck, которая защищает высокопоставленных пользователей, и о действиях Facebook против дезинформации о вакцинах против COVID-19.
12 ноября 2021 года генеральный прокурор Огайо Дэйв Йост подал иск против Meta Platforms (ранее известной как Facebook) от имени инвесторов, утверждая, на основе документов, опубликованных Хаген, и документов, известных под общим названием «Документы Facebook», что руководители, в том числе главный исполнительный директор Марк Цукерберг, финансовый директор Дэвид Венер, и директор по связям с общественностью Ник Клегг, неоднократно давали ложные сведения о безопасности платформы. Истцы потребовали от компании возмещения убытков на сумму более 100 миллиардов долларов, а также проведения реформы.
18 ноября 2021 года двухпартийная группа генеральных прокуроров штатов объявила о расследовании в отношении Meta в целях защиты прав потребителей на основании документов, предоставленных Хаген. Расследование акцентируется на Instagram, на том, как Meta способствует взаимодействию, и на возможном вреде для детей и подростков.

### Дополнительные действия
6 октября 2021 года Джон Тай, адвокат Хаген, заявил, что команда юристов и Хаген поддерживают связь с Федеральной торговой комиссией, а также с Европейским парламентом и правительством Франции. Комитет Сената США по внутренней безопасности и делам правительства и Специальный комитет Палаты представителей США по расследованию нападения на Капитолий США 6 января подтвердили планы встречи с Хаген.
Надзорный совет Facebook, внешняя контрольная группа, которая принимает действия по избранным решениям компании о модерации контента, объявил 11 октября 2021 года о запланированной беседе с Хаген о её опыте работы с компанией и её практике. 21 октября 2021 года Хаген встретилась с председателем антимонопольного подкомитета Палаты представителей США Дэвидом Чичиллином и высокопоставленным членом Кеном Баком.
Хаген заявила о своём желании создать некоммерческую организацию, занимающуюся реформами социальных сетей.
Хаген также свидетельствовала перед парламентом Соединенного Королевства 25 октября 2021 года и перед Европейским парламентом 8 ноября 2021 года. В своих показаниях она выступила за государственное регулирование Facebook и за внесение изменений в работу корпорации и платформы.
В декабре 2021 года издательство Little, Brown & Company объявила о заключении контракта с Хаген на издание её мемуаров.

## Личная жизнь
В 2011 году у Хаген диагностировали целиакию, в 2014 году её пришлось поместить в реанимацию. В 2021 году Хаген рассказала The Guardian, что мотивацией сосредоточить работу в Facebook на борьбе с дезинформацией стала потеря друга, которого наняли для помощи ей по дому на период её выздоровления. Её друг посещал онлайн-форумы и стал сторонником конспирологических убеждений, включая белый национализм и оккультизм.